# کلیسای جامع حضرت یوسف
کلیسای جامع حضرت یوسف یا کلیسای جامع سن ژوزفکه به نام کلیسای جامع کاتولیک کلدانی تهران نیز شناخته می‌شود، کلیسایی کاتولیک در تهران است که در آن از آیین کلدانی پیروی می‌شود. این کلیسا در شمال خیابان انقلاب در خیابان شهید عباس موسوی واقع شده‌است. این مرکز به عنوان مقر خلیفه‌گری کاتولیک کلدانی تهران عمل می‌کند.
این کلیسا در حال حاضر تحت مسئولیت اسقف اعظم رمزی گرمو می‌باشد.